# Enoch West
Enoch James West (* 31. März 1886 in Hucknall; † September 1965), auch bekannt unter dem Spitznamen Knocker,  war ein englischer Fußballspieler auf der Position eines Stürmers. Er gehörte zu den erfolgreichsten Torjägern seiner beiden langjährigen Vereine Nottingham Forest und Manchester United, für die er insgesamt 364 Pflichtspiele absolvierte und 180 Tore erzielte. Der negative Höhepunkt seiner Karriere kam 1914/15, als er gemeinsam mit anderen Spielern von Manchester United und dem FC Liverpool beschuldigt wurde, in einen Wettskandal verwickelt zu sein und auf Lebenszeit als Spieler gesperrt wurde. Mit einer Gültigkeitsdauer von 30 Jahren (die Begnadigung erfolgte erst 1945) war seine Sperre die längste in der Geschichte der Football League First Division.

## Leben
Enoch West begann seine aktive Laufbahn 1903 bei Sheffield United, wo er sich jedoch nicht durchsetzen konnte. Daher wechselte er zwei Jahre später zu Nottingham Forest, für die er in den folgenden fünf Jahren insgesamt 183 Pflichtspiele (in Liga und Pokal) absolvierte und exakt 100 Tore erzielte. In der Geschichte von Forest ist er einer von nur sechs Spielern, dem es gelang, die Hundert-Tor-Marke zu durchbrechen. Nachdem er in der Saison 1907/08 Torschützenkönig der Liga war und 1909/10 in einem Spiel bei Manchester United drei Tore zum 6:2-Sieg der Tricky Trees beigesteuert hatte, verpflichteten die Red Devils den starken Stürmer, der zu den Besten seiner Epoche zählte. In der darauffolgenden Saison 1910/11 hatte West maßgeblichen Anteil am zweiten Meistertitel in der Geschichte von Manchester United. Bis 1915 absolvierte er wettbewerbsübergreifend 181 Pflichtspiele für Man Utd und erzielte insgesamt 80 Tore. 
Sein unrühmliches Karriereende kam 1915. Gemeinsam mit seinen Mannschaftskameraden Sandy Turnbull und Arthur Whalley sowie vier Spielern des FC Liverpool wurde West beschuldigt, das Spiel der beiden Mannschaften vom 2. April 1915, das die abstiegsbedrohten Red Devils mit 2:0 gewannen, manipuliert zu haben. In der Folge wurde West, der seine Unschuld immer wieder beteuerte, zu einer lebenslangen Sperre verurteilt. Erst 1945 wurde er im Rahmen einer Generalamnestie begnadigt.

## Erfolge

### Verein
- Englischer Meister:  1910/11
- FA Charity Shield: 1911

## Persönlich
- Torschützenkönig:  1907/08